# Halvard Kausland

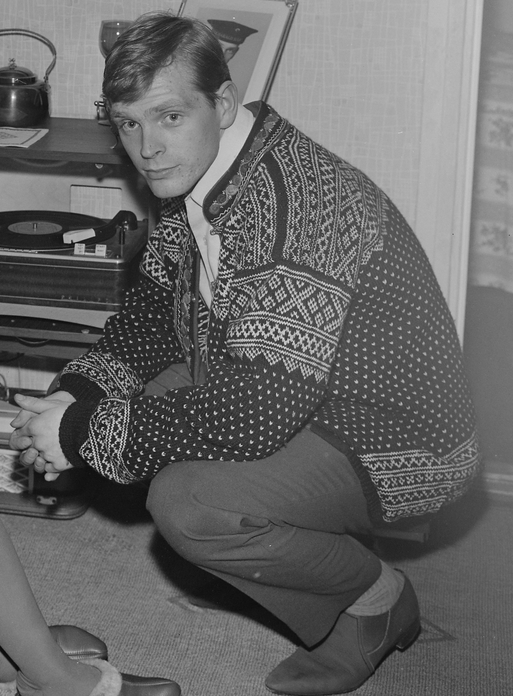
Halvard Kausland in 1966

Halvard Magne Kausland (25 april 1945- 21 december 2017) was een Noorse jazzgitarist.
Kausland studeerde onder meer aan de Universiteit van Bergen. Hij speelde bij Ole Paus en groepen van anderen en heeft veel Amerikaanse jazzmusici begeleid als deze Noorwegen aandeden. Hij toerde met saxofonist Ben Webster. Ook had hij zijn eigen groepen. Als leider heeft hij verschillende albums opgenomen.
Kausland was van 1966 tot 1979 getrouwd met de zangeres Grethe Nilsen die zich na hun scheiding Grethe Kausland bleef noemen. Met zijn tweede vrouw Helle Brunvoll heeft hij enkele albums opgenomen.
Kausland overleed vlak voor Kerst in 2017 op 72-jarige leeftijd.

## Discografie
- Good Bait, 2002
- In Our House (met Helle Brunvoll), 2009
- Your Song (met Helle Brunvoll), 2012

- Bibsys: 4041862
- Library of Congress Control Number: n2012015144
- MusicBrainz: f135904d-eef7-4514-94e2-9a2348a99f06
- Virtual International Authority File: 230424501
- WorldCat: E39PBJmtvgG77hFgfTc9HVtVG3